# رکی-جو
رکی جو (انگلیسی: Reki-jo) به معنی دختران تاریخ، به زنان ژاپنی علاقه‌مند به تاریخ گفته می‌شود. نوعی اوتاکو است، افرادی که به یک علاقه خاص وسواس دارند.
فعالیت اقتصادی مربوط به مد ۷۲۵ میلیون دلار آمریکا در سال تولید می‌کند تا تاریخ ۲۰۱۰.

## ریشه‌شناسی
رکی-جو کوتاه شده (به ژاپنی: 歴史好きの女子، rekishi-zuki no Joshi)، بیشتر به معنای واقعی کلمه دختران عاشق تاریخ است.

## بررسی اجمالی
در ژاپن، تعداد بازدیدکنندگان زن از قلعه‌های شوگون، بازسازی‌های نبرد سامورایی‌ها و کتاب‌فروشی‌های تاریخ به تازگی افزایش یافته است. ناظران این را به ظهور «دختران تاریخ» نسبت می‌دهند - یک خرده فرهنگ شهری جدید ژاپنی است.
رکی-جوها هر کدام دوره‌ها و شخصیت‌های تاریخی مورد علاقه مخصوص به خود را دارند. یکی از رکی-جوها به نام آنه می‌گوید: «شینسنگومی در میان دختران ژاپنی محبوب است، زیرا اعضای آن همه جوان هستند، از نوجوانی تا اوایل ۳۰ سالگی. آنها ژاپن را تغییر دادند. بخش جالب دوران آنها این است که ما می‌توانیم تعدادی عکس از آنها ببینیم، بنابراین می‌توانیم آنها را بهتر تصور کنیم و به آنها احساس نزدیکی کنیم. این تاریخ به جوانان امروز شجاعت می‌دهد.»
در درام‌های تلویزیونی، شینسنگومی همه توسط بازیگران مرد محبوب و جوان بازی می‌شود. رکی-جوها این شخصیت‌های تاریخی را مانند ستاره‌های راک بت می‌کنند. یو واتانابه (بدون رابطه با واتانابه بازیگر) یکی از کارآفرینان رسانه و بازاریابی است که به ایجاد پدیده رکی-جو کمک کرده است هم در دنیای مجازی و هم دنیای واقعی. او می‌گوید:
رکی-جوهایی که به دنیای مجازی علاقه دارند فقط بازی می‌کنند و شخصیت‌های فردی تاریخی را دنبال می‌کنند. رکی-جوهایی دیگری هم هستند که آنها هم به بازی‌ها علاقه دارند، اما آنها همچنین تحقیق می‌کنند، کتاب می‌خوانند و از مکان‌های تاریخی بازدید می‌کنند. این‌ها دختران تاریخ واقعی هستند.
مردم‌شناسانی که چنین چیزهایی را مطالعه می‌کنند می‌گویند که رکی‌جو در واقع نوعی اوتاکو است، که نوعی از علاقمندی شدید به کمیک‌بوک‌ها و بازی‌های ویدیویی ژاپنی به‌شمار می‌رود. علاقمندی به تاریخ طرفداران زن جوان را بر آن داشته است تا از مکان‌های مرتبط مانند زادگاه و قبرهای شخصیت‌های تاریخی واقعی، میدان‌های جنگ، جشنواره‌ها و موزه‌ها بازدید کنند، پدیده‌ای که به وضوح معیارهای گردشگری محتوای مورد علاقه را برآورده می‌کند.

### راهی برای ارتباط اجتماعی
مردم ژاپن به‌طور فزاینده ای خود را از طریق رسانه‌هایی که به آن علاقه دارند و عضو هستند به جای روابط کاری، خانوادگی یا مدرسه ای تعریف می‌کنند. البته، این در جاهای دیگر هم صادق است، «اما گالبریت» می‌گوید کاهش فرهنگ شرکت‌های ژاپنی در دهه ۱۹۹۰، فرهنگ سرگرمی این کشور را به جریان اصلی سوق داده است. «و بنابراین اکنون ما افراد بیشتری را می‌بینیم که از طریق مصرف، از طریق رسانه‌های مشترک، از طریق الگوهای مشترک وجود اجتماعی ارتباط برقرار می‌کنند.» گالبریت می‌گوید «شاید رکی جو یکی از نمونه‌های آن باشد، زیرا من فکر می‌کنم واقعاً آنها افرادی هستند که علاقه‌ای مشترک دارند، اما تقریباً هیچ چیز مشترکی دیگری بین آنها وجود ندارد.»
یکی از رکی جوها می‌گوید: «من دوست دارم به من رکی جو بگویند. ده سال پیش، من تصویر منفی به عنوان یک دختر جدی و منزوی داشتم که تاریخ را دوست دارد اما دوستان کمی دارد. اکنون احساس می‌کنم بیشتر به عنوان یکی از یک گروه شناخته می‌شوم.»

## رکی-جوهای مشهور

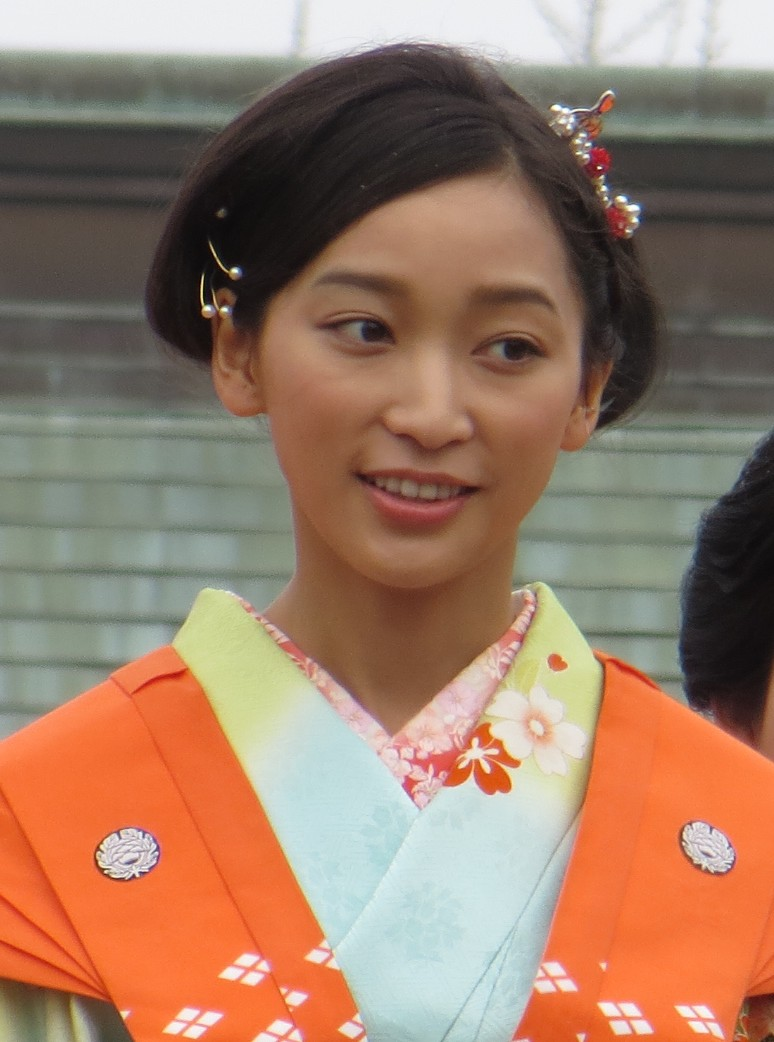
آن واتانابه او جایگاهی برای خود ایجاد کرده است که در مورد تاریخ و علاقه مندان به تاریخ صحبت می‌کند.

مدل آن واتانابه، دختر بازیگر کن واتانابه، یک «رکی جو» مطرح است.
شخصیت مانگا و انیمه شخصیت یوشیتاکه ریکا (به ژاپنی: 吉武 莉華، Yoshitake Rika) از فرنچایز گنشیکن نمونه‌ای از رکی-جو در داستان‌های مشهور است.
در سریال دختران و تانک تیم کرگدن از گروه ریکی-جو دبیرستان دخترانه اوآرای تشکیل شده است.

## افراد مورد علاقه
شین‌سن‌گومی علایق مشترک «رکی-جو» است.
دیگر شخصیت‌های تاریخی که معمولاً مورد علاقه «رکی جو» هستند عبارتند از:
- داته ماسامونه
- سانادا یوکیمورا
- ایشیدا میتسوناری
- نائوئه کانه‌تسوگو
- ریوما ساکاموتو
- تتسزو ایواموتو.